# Leyla Piedayesh
Leyla Piedayesh (* 5. Dezember 1970 in Teheran) ist eine iranisch-deutsche Modeschöpferin und Unternehmerin, die in Berlin das Label Lala Berlin gründete.

## Leben
Piedayesh ist die Tochter eines Ölingenieurs und einer Modeboutique-Unternehmerin. Nach der Islamischen Revolution musste ihre Familie 1979 emigrieren und zog zu Verwandten in Wiesbaden. Mit Ehrgeiz überwand sie anfängliche Sprachhürden und integrierte sich in die deutsche Gesellschaft. Nach dem Abitur an der Oranienschule in Wiesbaden studierte sie von 1993 bis 1997 BWL an der International Business School in Bad Homburg vor der Höhe.
Nach einem Praktikum bei einer Filmproduktion in London und München wurde sie freie Journalistin bei Fernsehsendern wie RTL und Pro 7 und bei Musikproduzenten wie BMG und Ariola. Von 2000 bis 2002 war sie Redakteurin bei MTV Germany in München und Berlin, wobei sie auch an der Entwicklung einer Modesendung namens Designerama beteiligt war. Für den Musiksender MTV drehte Piedayesh einen 45-minütigen Dokumentarfilm über die ehemals rechtsextreme Rockband Böhse Onkelz in der Sendereihe MTV Masters, nach deren kontrovers diskutierter Ausstrahlung im Juli 2001 die Zusammenarbeit zwischen Piedayesh und dem Popmusikkanal endete, da MTV den fertigen Dokumentarfilm in einem anderen Endschnitt ausstrahlte als von Filmemacherin Piedayesh ursprünglich geplant. Im Rahmen der Recherche-Arbeiten für den Dokumentarfilm begleitete Leyla Piedayesh, die im Laufe der mehreren Begegnungen den Onkelz gegenüber eine wohlwollende Einstellung aufbaute, die Frankfurter Rockband ein Jahr lang mit der Kamera, besuchte deren Konzerte, führte Interviews mit den Bandmitgliedern und erhielt Zugang zum Bandarchiv des Managements hinter den Böhsen Onkelz.
Durch gestrickte Pulswärmer auf einem Flohmarkt angeregt, gründete sie ihr eigenes Modelabel Lala Berlin (Lala war in jungen Jahren ihr Spitzname). Anfangs strickte sie ihre Entwürfe noch selbst. Sie brachte eine Strickkollektion heraus, mit der sie 2004 auf der Berliner Modemesse Premium erfolgreich war. Eines ihrer Markenzeichen wurden Kaschmir-Schals im Palästinenser-Look. Seit 2006 hat sie eine eigene Boutique in Berlin-Mitte.
Seit 2007 ist sie regelmäßig auf der Berlin Fashion Week vertreten. Ihre Produkte werden in über 250 Boutiquen weltweit vertrieben. Mit einem Umsatz von drei Millionen Euro und 30 Mitarbeitern im Jahr 2011 gehörte sie zu den führenden Berliner Modemachern.
Im August 2023 erklärte ihr Unternehmen, die Lala Berlin GmbH, Insolvenz in Eigenverwaltung. Im Dezember erklärte S.Oliver, das Label innerhalb seiner Marke Copenhagen Studios zu übernehmen. Piedayesh bleibt als Kreativdirektorin tätig.
Zusammen mit ihrem Lebensgefährten hat sie eine gemeinsame Tochter. Die Familie lebt in Berlin. Piedayesh wurde die erste Deutsche, die eine Barbie in ihrem Bild kreiert bekam.